# Конкурс имени Изаи
Конкурс имени Изаи — конкурс академических музыкантов, проводившийся в Брюсселе в 1937 и 1938 гг. Назван в честь бельгийского скрипача и композитора Эжена Изаи и организован в память о нём под патронатом вдовствующей королевы Бельгии Елизаветы. Работой конкурса руководил его президент Виктор Бюффен де Шозаль.
Проведение конкурса несколько раз откладывалось в связи со смертью сперва короля Альберта (1934), затем королевы Астрид (1935). Наконец в 1937 году всё было подготовлено для состязания скрипачей. Соревнование вызвало значительный интерес в профессиональном сообществе. Фриц Крейслер и Игнаций Падеревский дали совместный концерт в пользу увеличения призового фонда, в жюри были приглашены ведущие мировые специалисты — Жак Тибо, Карл Флеш, Енё Хубаи, Йожеф Сигети, Арриго Серато, Матьё Крикбом и другие. Первая премия была присуждена Давиду Ойстраху, второе место занял сын русских эмигрантов Рикардо Однопозофф, представлявший на конкурсе Австрию, а места с 3-го по 6-е также достались исполнителям из СССР — Елизавете Гилельс, Борису Гольдштейну, Марине Козолуповой и Михаилу Фихтенгольцу. Итоги конкурса рассматривались современниками как огромный успех советской (русской) исполнительской школы; против такого понимания публично выступил член жюри Карл Флеш. По его мнению, конкурсанты находились в заведомо неравных условиях из-за беспрецедентной поддержки советских участников правительством, благодаря чему те играли на самых лучших инструментах, жили в лучших гостиницах, провели в Бельгии несколько недель до начала конкурса, привыкая к обстановке и репетируя под руководством своих педагогов, и т. д. Кроме того, по утверждению Флеша, тайное голосование членов жюри оставило место для злоупотреблений; по мнению Флеша, Однопозофф (который был его учеником) заслуживал по меньшей мере первого места наряду с Ойстрахом. Сам Однопозофф впоследствии называл себя победителем конкурса, подразумевая, что победу у него украли.
В 1938 году конкурс проводился среди пианистов, и жюри, в котором участвовали Робер Казадезюс, Вальтер Гизекинг, Артур Рубинштейн, Эмиль фон Зауэр и др., поставило на первое место Эмиля Гилельса; третье место занял другой советский участник Яков Флиер, уступив второе британской пианистке Муре Лимпани. В 1939 году должен был состояться конкурс дирижёров, но Вторая мировая война сделала его проведение невозможным. По окончании войны и восстановительного периода конкурс был возобновлён под названием Конкурс имени королевы Елизаветы.